# أخلاق الوزيرين
أخلاق الوزيرين كتاب جمع فيه أبو حيان التوحيدي مثالب الوزيرين الصاحب بن عباد وأبي الفضل بن العميد وذكر فيه ما جرى له في حضرة الصاحب وما لاقاه أبو حيان من بخله ومنعه إياه العطاء والصلات، وهو كمعظم كتب أبي حيان تغلب عليه السمة الأدبية، وملأ المؤلف الكتاب بالنوادر والشعر والأخبار.

## أسباب تأليف الكتاب
ترك أبو حيان التوحيدي مدينة بغداد وهجر إخوانه بها، وقصد الصاحب بن عباد وزير البويهيين بالري، وكان يرجو أن ينال ما كان يحلم به من التقدير والعطاء وانفاق المال على الادباء والعلماء بحضرة الصاحب بن عباد ولكن الصاحب خيب ظن أبي حيان ولم يحسن معاملته ولا قدّر قيمة أدبه وعلمه فعزم أبو حيان على أن يعمل رسالة في أخلاق الصاحب فقال في مقدمة الكتاب :«ابتليت به وابتلي بي، رماني عن قوسه مفرقا، فأفرغت ما كان عندي على رأسه مغيظا، وحرمني فازدريته وحقرني فأخزيته وخصني بالخيبة التي نالت مني فخصصته بالغيبة الني أحرقته والبادي أظلم والمنتصف أعذر» 